# Huernia thuretii
Huernia thuretii är en oleanderväxtart som beskrevs av Jacques Philippe Martin Cels och Herincq. Huernia thuretii ingår i släktet Huernia och familjen oleanderväxter. Utöver nominatformen finns också underarten H. t. primulina.